# Eckart Beinke

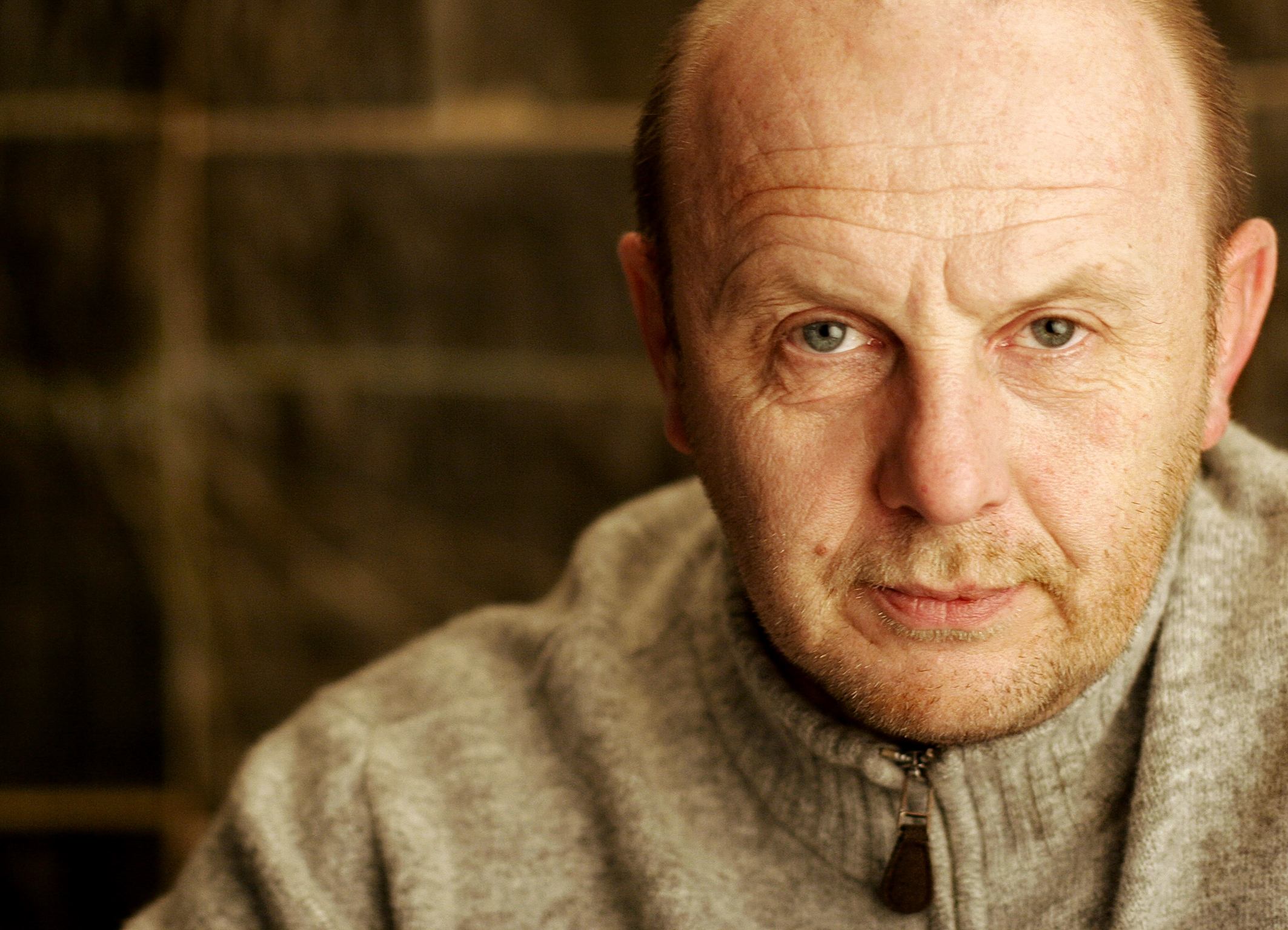
Eckart Beinke

Eckart Beinke (* 31. März 1956 in Oldenburg) war zunächst Musiker in der Rockszene (Gitarre/Tasteninstrumente). Nach dem Kompositionsstudium bei Jens-Peter Ostendorf in Bremen und bei Gérard Grisey in Paris folgten weitere Kurse, u. a. bei Klaus Huber, Tristan Murail, Harrison Birtwistle und Philippe Manoury. Seitdem arbeitet er als Komponist, als Lehrbeauftragter der Carl von Ossietzky Universität Oldenburg und als Vermittler zeitgenössischer Musik.

## Komposition
Beinke schuf Klanginstallationen (z. B. im Max-Planck-Institut Dresden) und Hörspiele, ein wesentlicher Teil seines Œuvre ist Kammermusik. In den Werken Musik für zwei Klaviere, das verstecken von krankheit und nasse augen schließe zu verwendete er langsame Klangfortschreitungen und vereinzelte Zitate (Charles Ives, Johann Sebastian Bach, Kinderlieder). Das auf Henry Purcell verweisende Ensemblestück one note für fünf Musiker liegt inzwischen in sechs Fassungen vor.
Die Ideen der französischen Spektralmusik prägen seit Anfang der 1990er Jahre Beinkes Musiksprache. Er schuf drei Saxophonquartette. Aufführungen seiner Musik gab es bisher in Asien, Amerika und Europa, u. a. bei den Weltmusiktagen der IGNM 1998 (England) und 1999 (Rumänien).

## Vermittlung
Seit 1990 war Beinke Mitgründer und seit diesem Zeitpunkt Vorsitzender von oh ton, einem Verein zur Förderung neuer Musik in Oldenburg. 1994 entstand das vom Verein unabhängige oh ton-ensemble, dessen künstlerischer Leiter er ist. In dieser Zeit wurden neben Iannis Xenakis, Dieter Schnebel, Klaus Huber, Hans-Joachim Hespos auch jüngere, noch unbekannte Komponisten nach Oldenburg eingeladen. Darunter finden sich auch Juliane Klein, Helmut Oehring und Thiery Alla. Ein besonderes Gewicht spielte für Beinke die Vermittlung an junge Menschen. Er initiierte u. a. 2006 die Kinderoper Negrom von François Rossé und organisierte 2005 einen Workshop von Vinko Globokar mit Schülern aus Oldenburg.

## Werke (Auswahl)
- Introversion III (1989/92) für Saxophon (Alt/Barit.), Klavier und Schlagzeug
- Musik für zwei Klaviere (1990)
- 1. Saxophonquartett (1993)
- à genoux nus (1994) für Trompete mit Vierteltonventil und Posaunenzug
- nasse augen schließe zu (1995) für Flöte und Schlagzeug
- das verstecken von krankheit (1997) für Blockflöte, Klarinette, Saxophon, Akkordeon, Harfe, (E-)Gitarre, Kontrabass und Schlagzeug
- DIE WÜRDE DES MENSCHEN IST ANTASTBAR (1997/98) für zwei Schlagzeuger
- 68 – part one (2000) für zwei E-Gitarren mit E-Bow
- one note (2000-07) für Ensemble (sechs Fassungen)
- bhi (2002/03) für Akkordeon solo
- Zischlaute oder die Bedeutung von Worten (2006) für Akkordeon, Harfe, E-Bass, Schlagzeug, Lap-Top und Zuspiel-CD
- ad marginem (2005/07) Streichquartett

## Veröffentlichungen
Noten seiner Werke erschienen bei J.P. Tonger (Köln), Verlag H.J. Eckmeier (Dormagen) und im Eigenverlag.

### CDs
- Item 6zehn (1995) für Bass-Saxophon, CD Marie-Bernadette Charrier interprète…, Temperaments (Frankreich) 1996
- bhi (2002/3) für Akkordeon (Tastatur), CD heart, Margit Kern, edition zeitklang 2005
- sotto voce – mit gedämpfter stimme (2004) für Saxophon (Alt- und Bariton) und Violoncello, CD DoubleFaze, amor fati (Frankreich) 2005
- 68 – part one (2000) für zwei E-Bowed E-Gitarren, CD Duo Gehlen-Conradi, Bella Musica 2006
- das verstecken von krankheit (1997) für Blockflöte, Klarinette, Saxophon, Akkordeon, Harfe, (E-)Gitarre, Schlagzeug und Kontrabass, CD oh ton-ensemble, marias music 2007
- Dear Prudence (Liebe Besonnenheit), Porträt-CD Eckart Beinke mit Werken für Stimme, Viola, Akkordeon und Schlagzeug, Edition Zeitklang (Composers Art Label) Ende 2007